# It Could've Been You
"It Could've Been You" är en låt framförd av den kanadensiska R&B-sångerskan Deborah Cox, med text och musik av produktionsduon Tim & Bob till Coxs debutalbum Deborah Cox (1995).
"It Could've Been You" är en R&B-låt i midtempo som karaktäriseras av en trumpet sampling. I låten sjunger framföraren till sin före-detta partner som inte tagit vara på deras relation. I bryggan sjunger Cox; "You've gambled and lost baby pay the cost/For walking out on me". I refrängen fortsätter hon; "It coulda been you holding me, seven days a week/And baby if you wanted a real love you shoulda stayed with me". Låten gavs ut som en marknadsföringssingel den 16 december 1996. Innan detta gavs låten ut som b-sida med skivans femte singel; "The Sound of My Tears" den 25 november 1996. Dansremixen av "It Could've Been You" blev sångerskans tredje låt att ta sig in på USA:s danslista Hot Dance Club Play. Där noterades singeln som högst på en 19:e plats.
En musikvideo till singeln filmades aldrig.

## Format och innehållsförteckningar
| - Amerikansk 12"-vinylsingel (Promo) 1. "It Could've Been You" (David Morales Club Mix) - 11:04 2. "It Could've Been You" (David Morales Dub Mix) - 7:07 3. "It Could've Been You" (David Morales Club Mix II) - 12:08 4. "The Sound of My Tears" - 4:51 | - Amerikansk CD-singel 1. "It Could've Been You" (David Morales Club Mix) - 11:04 2. "It Could've Been You" (David Morales Dub Mix) - 7:07 3. "It Could've Been You" (David Morales Club Mix II) - 12:08 4. "It Could've Been You" (Album Version) - 3:56 |

## Topplistor
| Lista (1996)                        | Topplacering |
| ----------------------------------- | ------------ |
| USA (Billboard Hot Dance Club Play) | 19           |